# 396 Aeolia
396 Aeolia è un asteroide della fascia principale del diametro medio di circa 34,09 km. Scoperto nel 1894, presenta un'orbita caratterizzata da un semiasse maggiore pari a 2,7413300 UA e da un'eccentricità di 0,1579611, inclinata di 2,54617° rispetto all'eclittica.
Il suo nome è dedicato all'antica regione dell'Asia minore, l'Eolia.